# Clavigeroniscus alticolus
Clavigeroniscus alticolus is een pissebed uit de familie Styloniscidae. De wetenschappelijke naam van de soort is voor het eerst geldig gepubliceerd in 1972 door Vandel.